# IMAX Corporation
IMAX Corporation (NASDAQ : IMAX, TSX : IMX) est la compagnie qui conçoit et construit les caméras et projecteurs IMAX. Elle gère également la production et la distribution de films dans les salles affiliées IMAX autour du monde. Elle fut fondée en 1968 après l'Exposition universelle de 1967, à Montréal. Son siège se trouve désormais à Toronto.
En date du 31 mars 2012, l'IMAX Theatre Network était composé de plus d’une centaine de salles (IMAX, IMAX 3D, et les IMAX Dome) dans 66 pays. 
La majorité sont équipées pour projeter des films en relief.
Le 22 février 2017,  Disney et IMAX ont prolongé leur collaboration jusqu'en 2019 sur la sortie de films utilisant les technologies IMAX